# Liste der Baudenkmäler in Gerderhahn
Die Liste der Baudenkmäler in Gerderhahn enthält die denkmalgeschützten Bauwerke auf dem Gebiet der Stadt Erkelenz im Kreis Heinsberg in Nordrhein-Westfalen (Stand: Oktober 2011). Diese Baudenkmäler sind in der Denkmalliste der Stadt Erkelenz eingetragen; Grundlage für die Aufnahme ist das Denkmalschutzgesetz Nordrhein-Westfalen (DSchG NRW).

| Bild           | Bezeichnung                                   | Lage                               | Beschreibung | Bauzeit                    | Eingetragen seit  | Denkmal- nummer |
| -------------- | --------------------------------------------- | ---------------------------------- | --- | -------------------------- | ----------------- | --------------- |
| weitere Bilder | Kapelle, Kath. Pfarrkirche hl. Dreifaltigkeit | Gerderhahn In Gerderhahn Karte     | Seitenschiff 1961; ursprünglich 1-schiffige neugotische Backsteinkapelle mit Dachreiter. | 1901–1904                  | 30. November 1983 | 101             |
| Wohnhaus       | Wohnhaus                                      | Gerderhahn In Gerderhahn 45 Karte  | 4-flügelige Backstein-Hofanlage, Front weiß geschlämmt, Wohnhaus 2 Geschosse 6 Achsen und Torachse, Türgewände und Fensterbänke in Blaustein, im Türsturz Jahreszahl. | 1811                       | 30. November 1983 | 102             |
| Wohnhaus       | Wohnhaus                                      | Gerderhahn In Gerderhahn 47 Karte  | 4-flügelige Backstein-Hofanlage, Wohnhaus 2 Geschosse, 5 Achsen und 2 Torachsen, Türgewände und Fensterbänke in Blaustein, Wirtschaftsflügel z. T. Fachwerk, am Wohnhaus Wegekreuz.                                                                                            | Mitte des 19. Jahrhunderts | 30. November 1983 | 103             |
| Wohnhaus       | Wohnhaus                                      | Gerderhahn In Gerderhahn 81 Karte  | 3-flügelige Fachwerk Hof z. T. in Backstein erneuert, Wohnhaus, giebelständig mit Krüppelwalmdach, daneben Toreinfahrt, in Torsturzbalken Jahreszahl. | 1755                       | 30. November 1983 | 105             |
| Wohnhaus       | Wohnhaus                                      | Gerderhahn In Gerderhahn 107 Karte | 4-flügeliger Backstein-Hof, Wohnhaus 2 Geschosse 5 Achsen, Türgewände und Fensterbänke in Blaustein; über der Toreinfahrt 1876 in AS. | 1876                       | 30. November 1983 | 106             |
| Wohnhaus       | Wohnhaus                                      | Gerderhahn In Gerderhahn 46 Karte  | 4-flügeliger Backstein-Hof, Wohnhaus 2-geschossig 7 Achsen, Ecklisenen, Türgewände und Fensterbänke in Blaustein; im Türsturz Jahreszahl, seitlich niedrigere Wirtschaftsgebäude; vor dem Wohnhaus Kieselsteinpflasterung.                                                     | 1853                       | 30. November 1983 | 107             |
| Wohnhaus       | Wohnhaus                                      | Gerderhahn In Gerderhahn 88 Karte  | 4-flügeliger Backstein-Hofanlage Wohnhaus 2 Toreinfahrten, 2 Geschosse 5 Achsen, Fensterbänke in Blaustein; Sockel und Türgewände erneuert, Nebengebäude z. T. in Fachwerk. | Mitte des 19. Jahrhunderts | 30. November 1983 | 108             |
| Wohnhaus       | Wohnhaus                                      | Gerderhahn In Gerderhahn 41 Karte  | Wie aus der Jahreszahl am Giebel ersichtlich, ist das Haus im Jahre 1907 errichtet worden. Im Innern sind noch die alten Türen sowie 2 runde Stuckaturen in den Zimmern erhalten. Auch die Theke in der Gastwirtschaft, die seit 1907 besteht, ist noch ursprünglich erhalten. | 1907                       | 2. Dezember 1987  | 319             |